# Okinotorishima
Okinotorishima (沖ノ鳥島) je atol koji se nalazi u Filipinskom moru. Dio je Japana.
Izvorno ime bilo mu je Parece Vela što na španjolskom znači izgleda kao jedro (aludirajući na oblik otoka). Smješten je 1840 km južno od Tokya. Na japanskom ime znači udaljeni ptičji otoci. Imaju nadimak najjužniji japanski otoci. 

## Povijest
Prvi put je opažen (od europskih istraživača) 1543. Ugledao ju je španjolski moreplovac Bernardo de la Torre, dok joj je prvi ime dao Miguel López de Legazpi. Britanci mu daju ime Douglas Reef (Douglasov greben). Godine 1931. brod japanske mornarice Manshu istražuje ovo područje i, nakon što je ustvrđeno da otočić ne pripada nikome, proglašava ga teritorijem Japana. Nakon japanskog poraza u Drugom svjetskom ratu vlast nad otočjem preuzimaju SAD. Otočje ponovno dolazi pod japansku upravu 1968. Kako bi sprječila uništavanje otočića, japanska Vlada gradi lukobran od čelika i betona.

## Otoci
Atol se sastoji od tri manja otočića (prije ih je bilo pet):
- Higashikojima (东 小岛), "Istočni otočić"
- Kitakojima (北小島), "Sjeverni otočić"
- Minamikojima (南小島), "Južni otočić"

## Vanjske poveznice
|  | Zajednički poslužitelj ima još gradiva o temi Okinotorishima |

- Page with overhead photograph of the entire atoll
- report about appearance in 1947 (under the name Parece Vela/Douglas Reef)
- Keihin Website with pictures of original rocks in 1987
- close-up photo of Higashikojima (東小島, "Eastern Islet")  Arhivirana inačica izvorne stranice od 19. listopada 2006. (Wayback Machine)
- Brief article with close-up photo of the center of Higashikojima, May 2005  Arhivirana inačica izvorne stranice od 10. studenoga 2007. (Wayback Machine)
- page with photograph of platform  Arhivirana inačica izvorne stranice od 13. ožujka 2005. (Wayback Machine)
- Italian page with history in English and oblique aerial photograph of Okinotori from southwest  Arhivirana inačica izvorne stranice od 27. travnja 2005. (Wayback Machine)
- detailed satellite images  Arhivirana inačica izvorne stranice od 11. prosinca 2007. (Wayback Machine)
- Japanese map  Arhivirana inačica izvorne stranice od 6. veljače 2012. (Wayback Machine)
- Tokyo governor stirs reef dispute
- Political background